# Раден
Раден (нім. Rahden) — місто в Німеччині, знаходиться в землі Північний Рейн-Вестфалія. Підпорядковується адміністративному округу Детмольд. Входить до складу району Мінден-Люббекке.

## Географія
Площа — 137,60 км2. Населення становить 15 404 ос. (станом на 31 грудня 2020).

## Адміністративний поділ

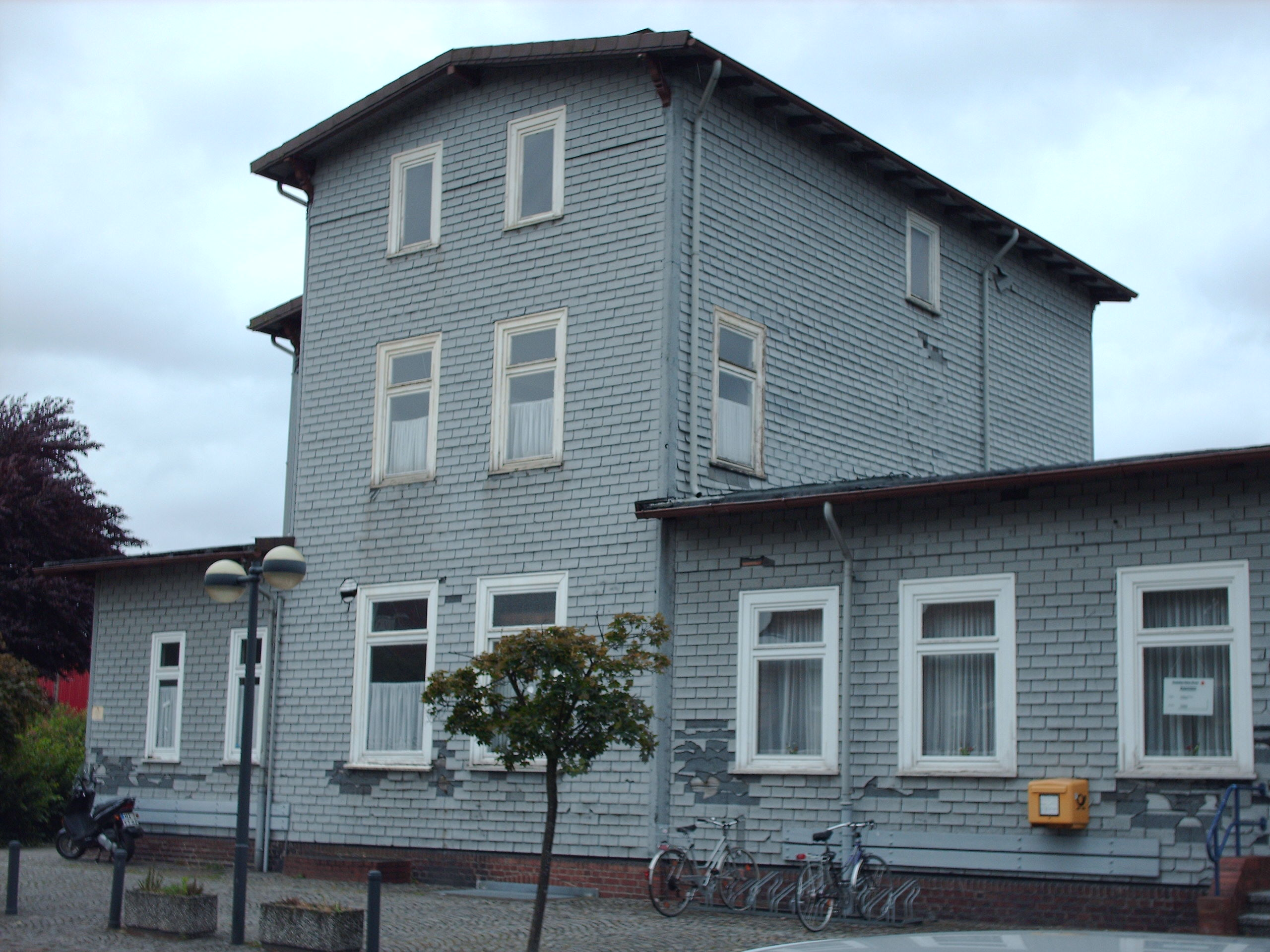
2007. Залізничний вокзал Раден
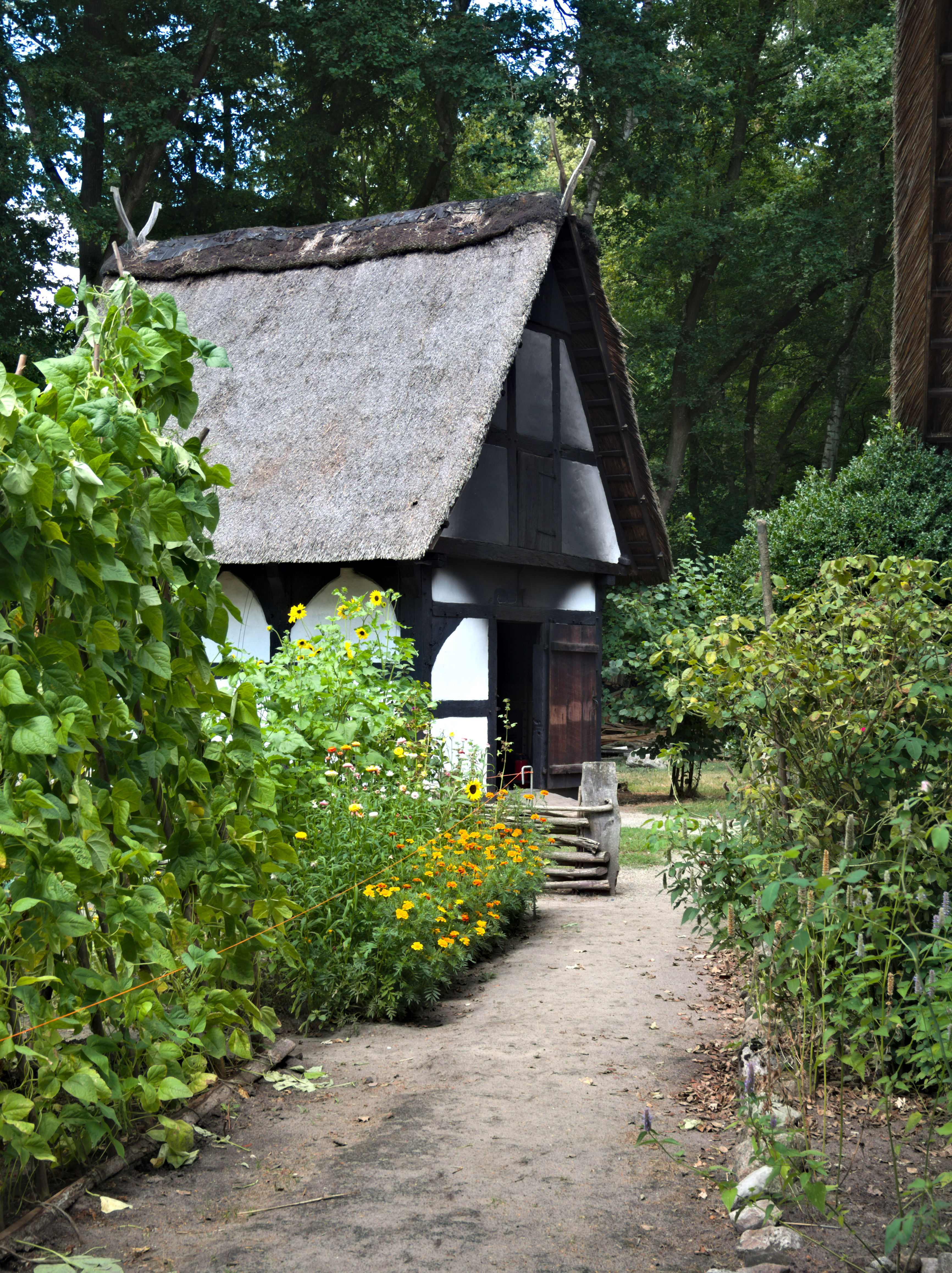
2019. Музей Радена. Пекарня

Сучасне місто Рахден було незалежним муніципалітетом у районі Рахден, округ Люббекке до 31 грудня 1972 року.
Місто складається з районів:
- Рахден (нім. Rahden) — найбільший район Рахден за чисельністю населення.
- Кляйнендорф (нім. Kleinendorf) — північно-західний міський район Рахден і прилеглі розрізнені поселення.
- Варл (нім. Varl). Територія Варл розташована на південному заході муніципалітету Рахден.  Місто Варл — приблизно за 2 км на захід від Рахдена, решта території — це розкидані поселення, на полях і луках.
- Зільгорст (нім. Sielhorst). Район Зілхорст розташований у західній частині муніципалітету Рахден.
- Пройсіш-Штреген (нім. Preußisch Ströhen). Preußisch (нім. прусський) було додано, щоб відрізнити його від сусіднього міста Штроен у муніципалітеті Вагенфельд, відоме як «Ганноверш Штроен» (нім. Hannoversch Ströhen).
- Вехе (нім. Wehe). Веге вперше згадується в 1243 році.
- Тонненгайде (нім. Tonnenheide). Районі був створений у 1858 році з різних фермерів муніципалітету Веге. У 1973 році Тонхайде було включено до складу міста Раден. У той же час частина спільноти Шмальге (нім. Schmalge) була відокремлена та перекласифікована в Еспелькамп (нім. Espelkamp, ниж.-нім. Espelkämpe).

## Галерея

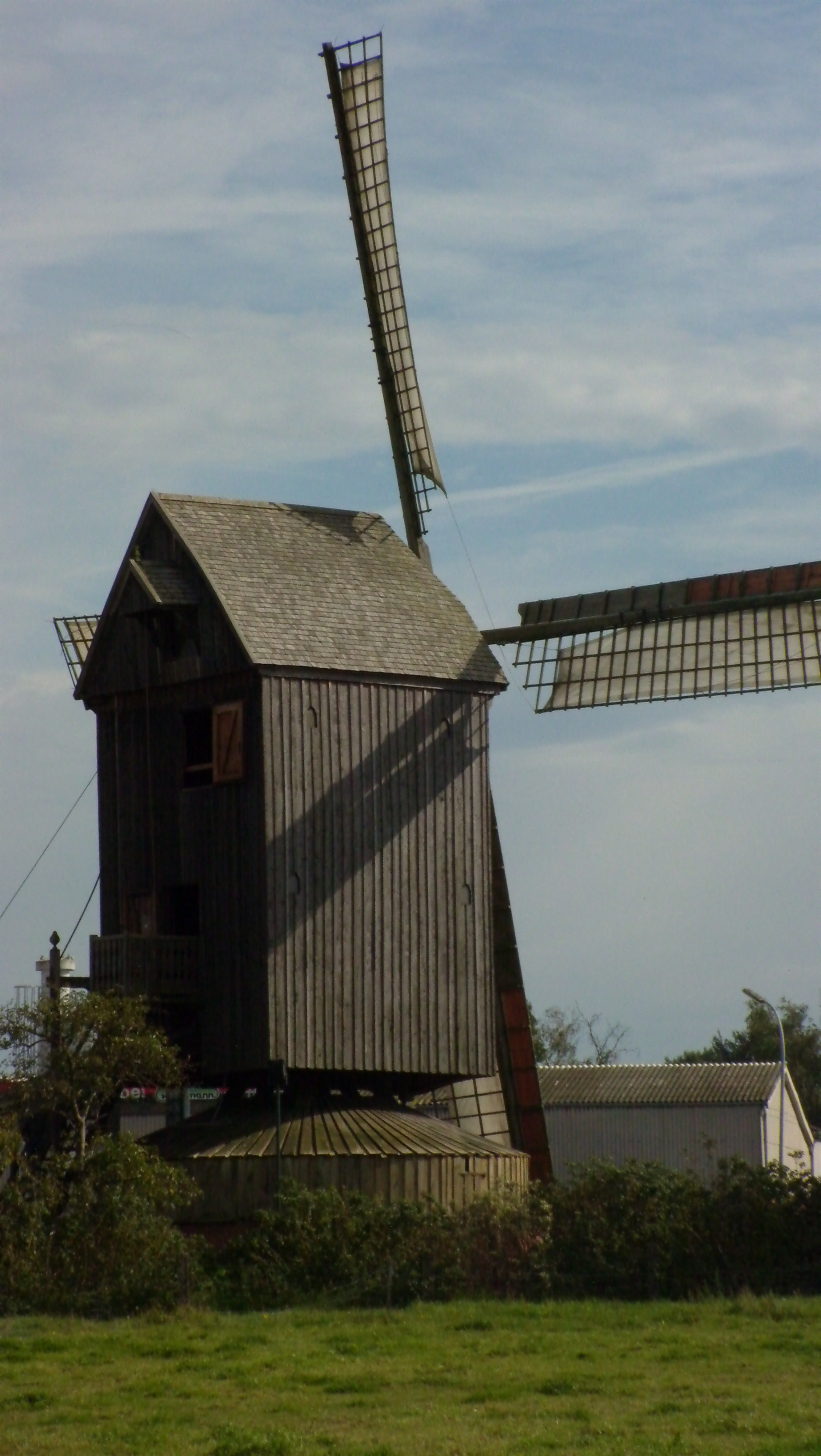
Поштовий вітряк у Веге
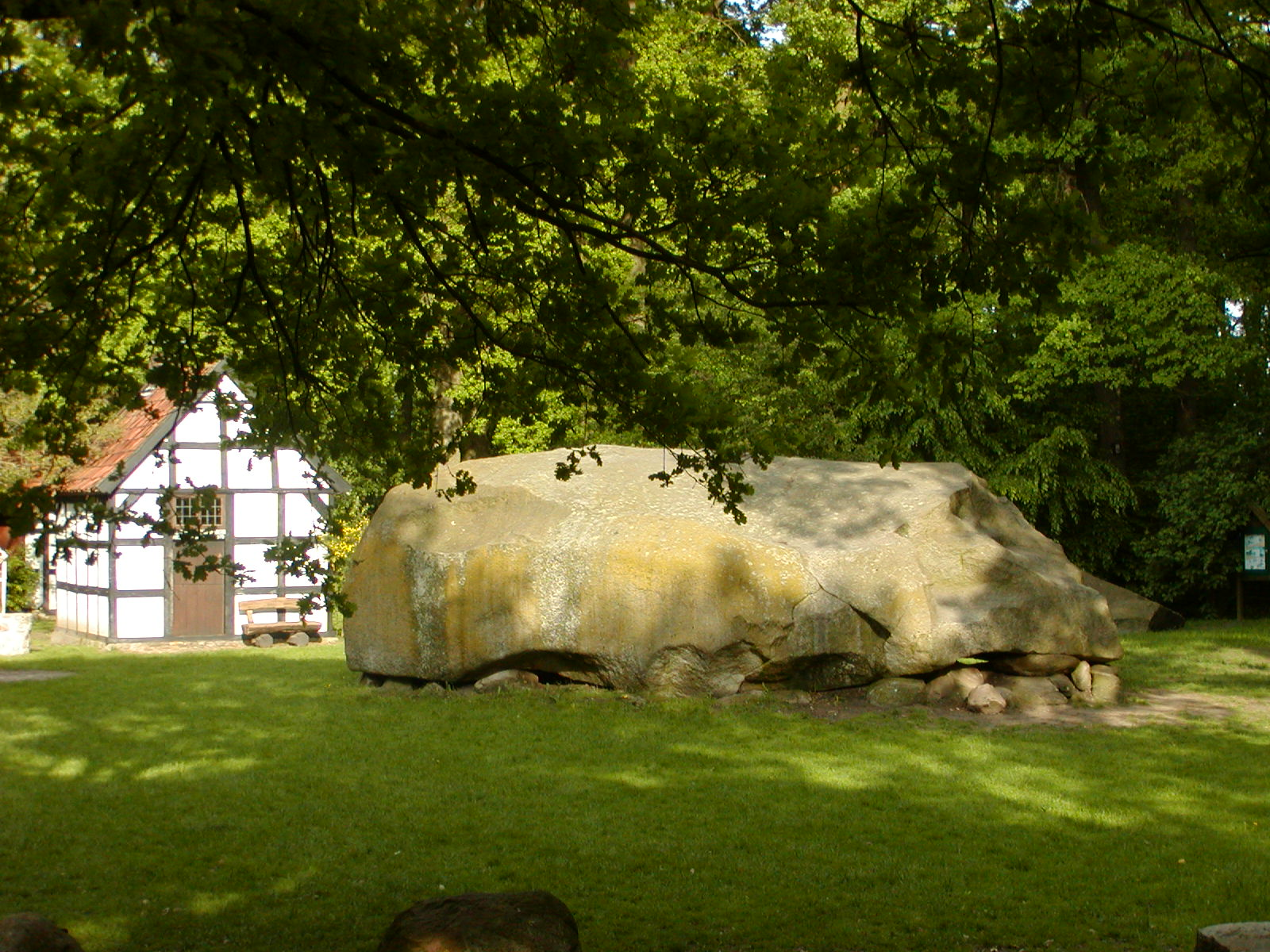
Великий камінь Тонхайде
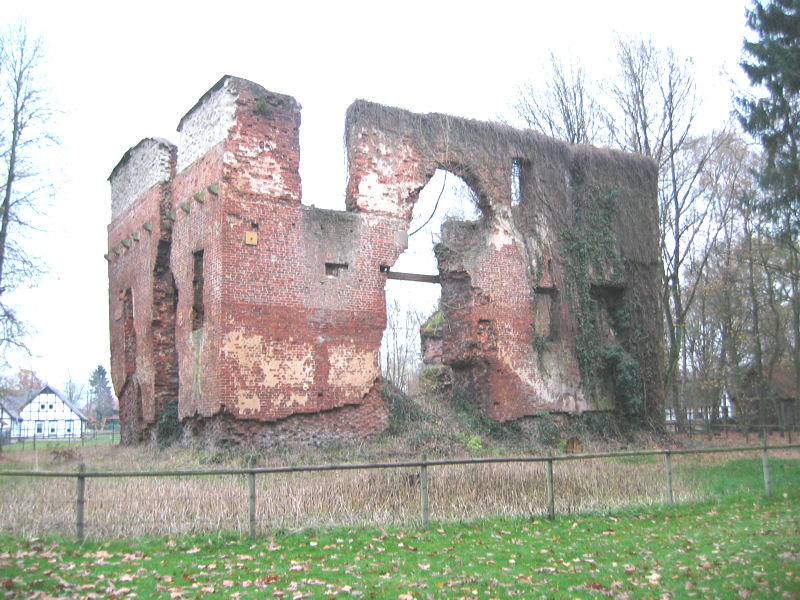
Руїни замку в Рахдені
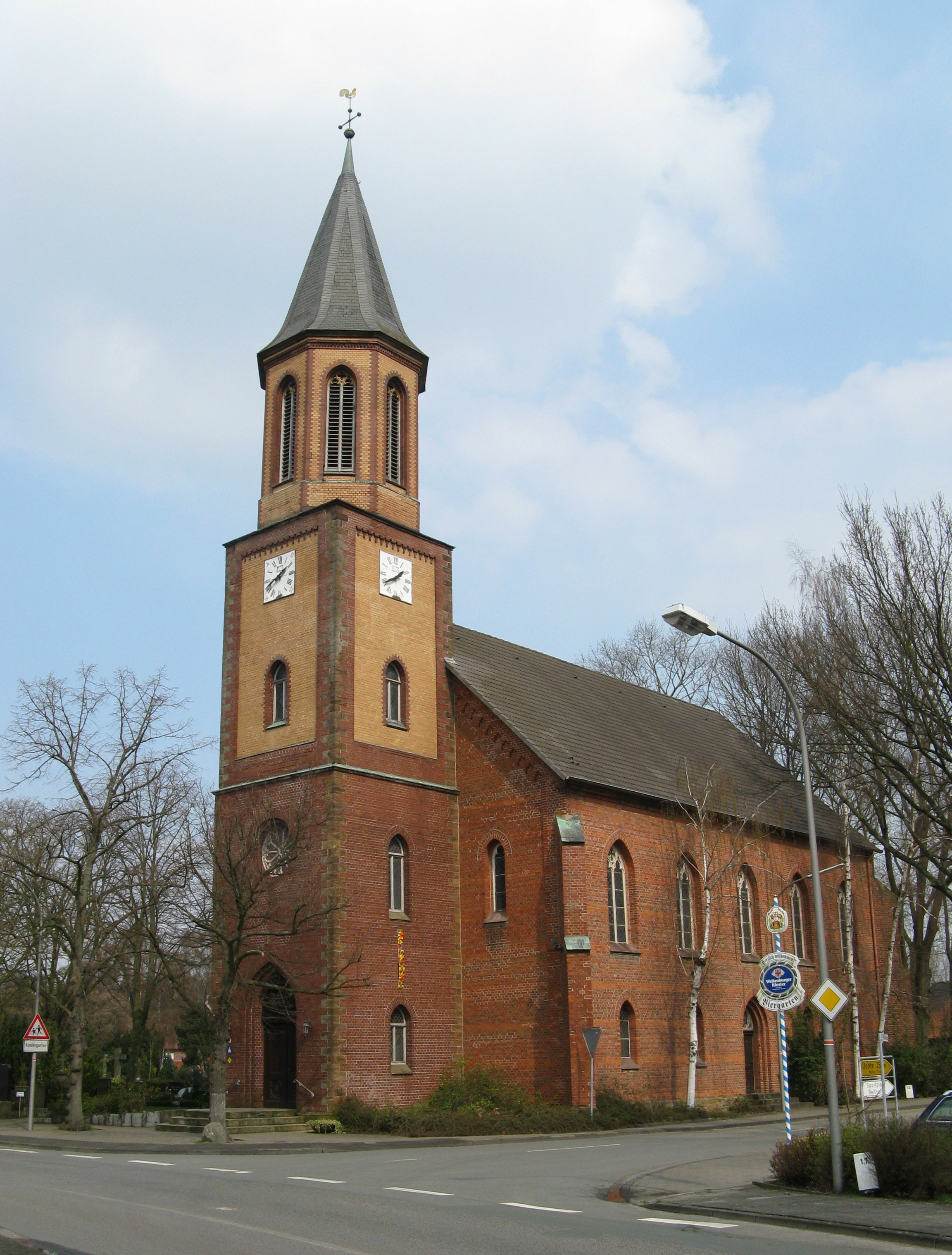
Церква Іммануїла в Прейсіш-Строен
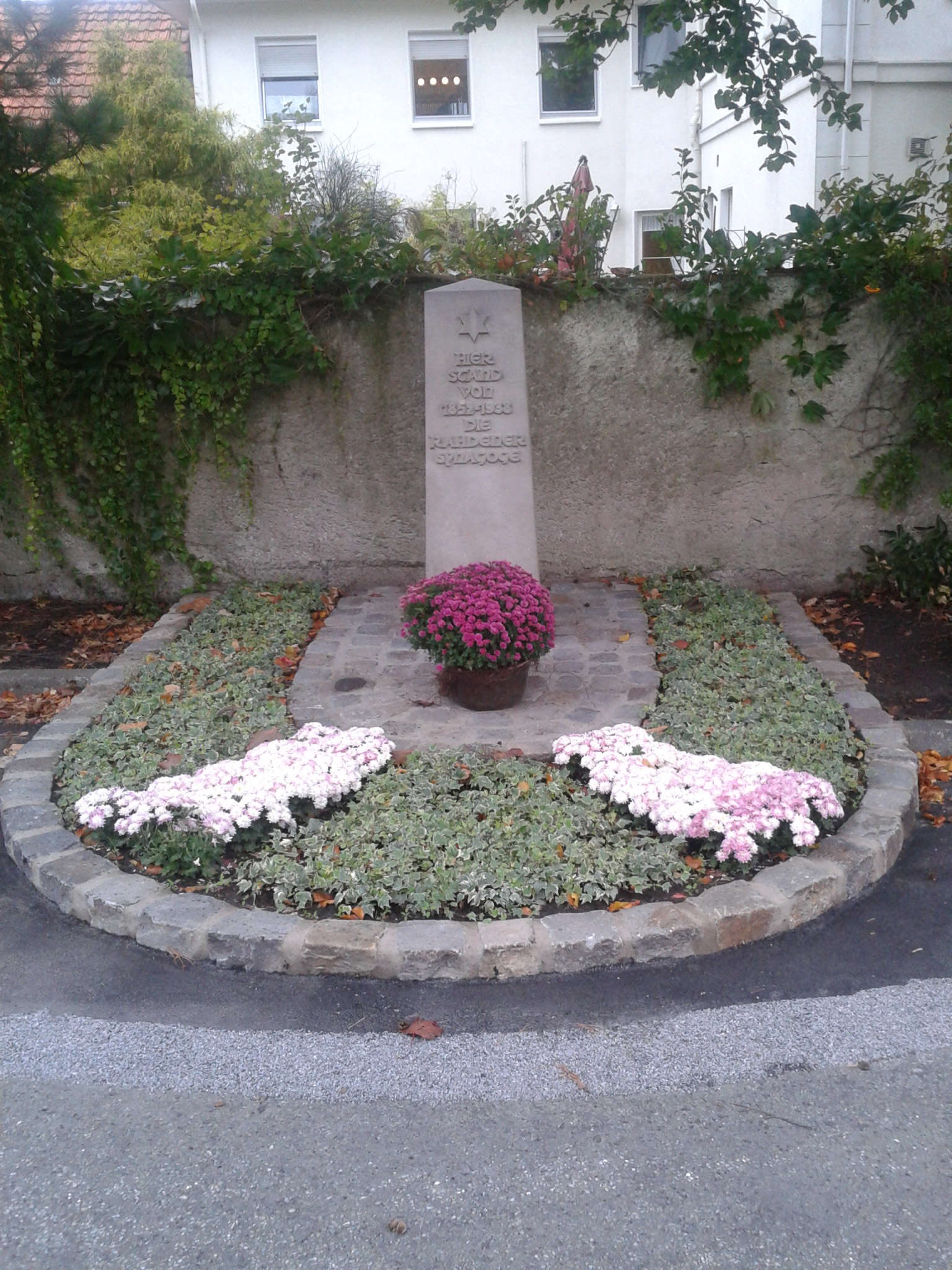
Пам'ятний камінь єврейській громаді
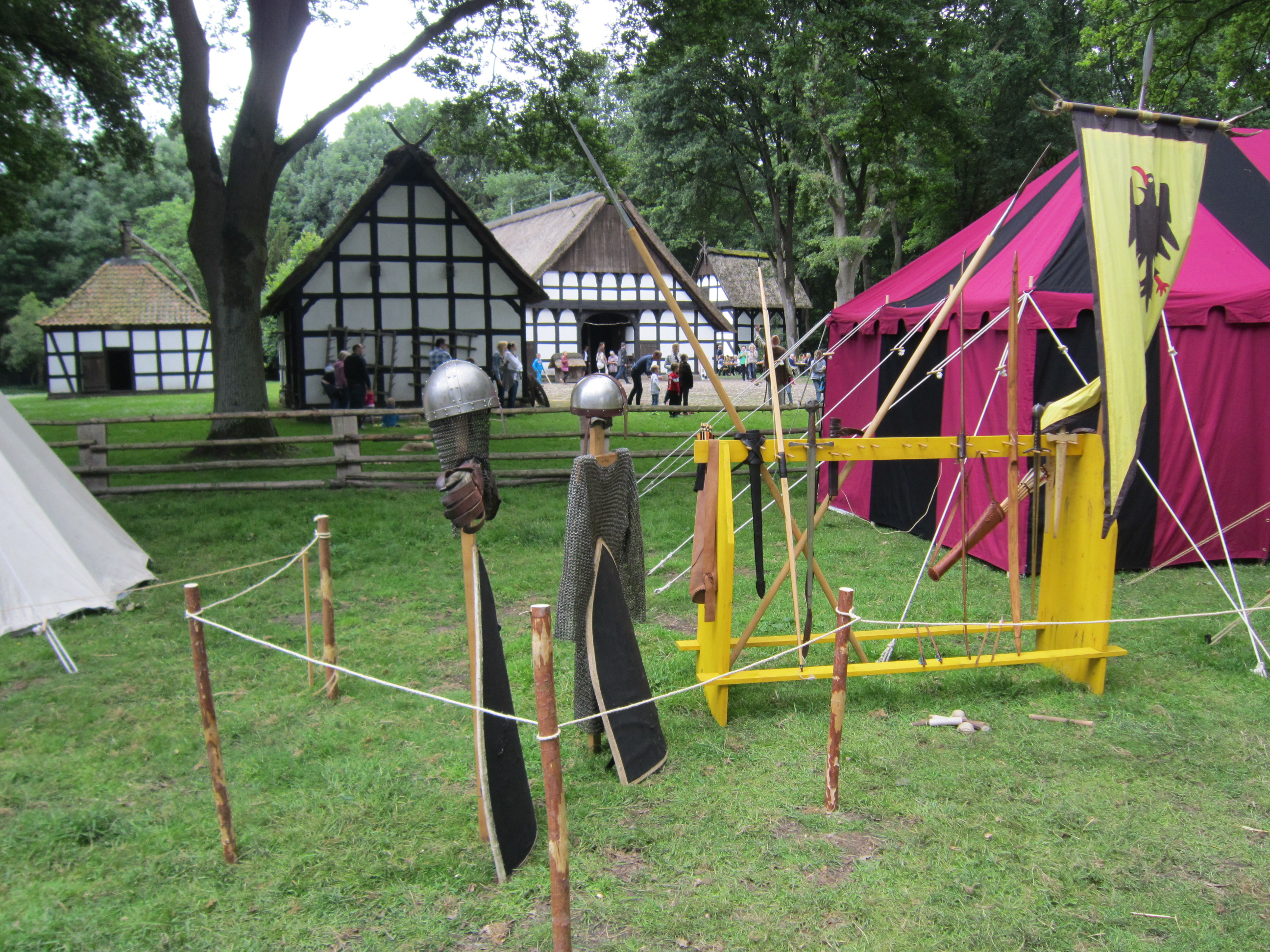
«Середньовічні реконструкції», музей Радена